# Grliče
Grliče este o localitate din comuna Šmarje pri Jelšah, Slovenia, cu o populație de 203 locuitori.